# Luis Enrique Rojas Ruiz
Luis Enrique Rojas Ruiz (ur. 31 sierpnia 1968 w Méridzie) – wenezuelski duchowny katolicki, biskup pomocniczy Meridy w latach 2017–2023, biskup Punto Fijo od 2023.

## Życiorys
15 września 1999 otrzymał święcenia kapłańskie i został inkardynowany do archidiecezji Mérida. Pracował głównie jako duszpasterz parafialny, był też m.in. wychowawcą w archidiecezjalnych seminariach oraz dyrektorem radia Libertad.
19 czerwca 2017 papież Franciszek mianował go biskupem pomocniczym archidiecezji Mérida, ze stolicą tytularną Unizibira. Sakry biskupiej udzielił mu 29 września 2017 ówczesny metropolita Meridy – kardynał Baltazar Porras.
12 lipca 2023 papież Franciszek przeniósł go na urząd biskupa Punto Fijo.